# Euro Cup 1996
La Euro Cup 1996 è stata la prima edizione dell'omonimo torneo disputato nel 1996. È stata organizzata dalla EFAF.
La finale, giocata il 22 giugno, è stata vinta per 7-0 dagli svizzeri Seaside Vipers sugli olandesi Rotterdam Trojans.
Al campionato hanno preso parte 6 squadre, suddivise in 2 gironi.

## Squadre partecipanti
| Club              | Città      | Stadio              | Sponsor ufficiale | Risultato nella stagione 1995                                           |
| ----------------- | ---------- | ------------------- | ----------------- | ----------------------------------------------------------------------- |
| Barcelona Bóxers  | Barcellona |                     |                   | Vincitori della supercoppa catalana                                     |
| Copenhagen Towers | Gentofte   | Gentofte Sportspark |                   | Campioni di Danimarca                                                   |
| Rotterdam Trojans | Rotterdam  |                     |                   | Campioni del Benelux; vicecampioni dei Paesi Bassi; wild card nella EFL |
| Seaside Vipers    | San Gallo  |                     |                   | Semifinalisti del campionato svizzero                                   |
| Tournai Cardinals | Tournai    |                     |                   | Campioni del Belgio                                                     |
| Vålerenga Trolls  | Oslo       |                     |                   | Campioni di Norvegia                                                    |

## Stagione regolare

### Calendario
Sono noti solo i seguenti incontri di stagione regolare.
| 21 aprile 1996 | Seaside Vipers | 33 – 6 | Tournai Cardinals |  |

| 26 maggio 1996 | Tournai Cardinals | 28 – 12 | Seaside Vipers |  |

| 1996 | Vålerenga Trolls | 7 – 20 | Rotterdam Trojans |  |

| Gentofte 1996 | Copenhagen Towers | 14 – 50 | Rotterdam Trojans | Gentofte Sportspark |

| 1996 | Vålerenga Trolls | 41 – 20 | Copenhagen Towers |  |

| 1996 | Rotterdam Trojans | 38 – 26 | Vålerenga Trolls |  |

| 1996 | Rotterdam Trojans | ? – ? | Copenhagen Towers |  |

| 1996 | Barcelona Bóxers | ? – ? | Seaside Vipers |  |

| 1996 | Seaside Vipers | ? – ? | Barcelona Bóxers |  |

| Gentofte 1996 | Copenhagen Towers | - – - | Vålerenga Trolls | Gentofte Sportspark |

### Classifica
Classifiche elaborate sulla base degli incontri noti.

La classifica della regular season è la seguente:
- PCT = percentuale di vittorie, G = partite giocate, V = partite vinte, P = partite perse, PF = punti fatti, PS = punti subiti
- La qualificazione alla finale è indicata in verde

#### Girone A
| Pos. | Squadra           | %V    | G | V | P | PF  | PS |
| ---- | ----------------- | ----- | - | - | - | --- | -- |
| 1    | Rotterdam Trojans | 1.000 | 3 | 3 | 0 | 108 | 47 |
| 2    | Vålerenga Trolls  | .333  | 3 | 1 | 2 | 74  | 78 |
| 3    | Copenhagen Towers | .000  | 2 | 0 | 2 | 34  | 91 |

#### Girone B
| Pos. | Squadra           | %V   | G | V | P | PF | PS |
| ---- | ----------------- | ---- | - | - | - | -- | -- |
| 1    | Seaside Vipers    | .500 | 2 | 1 | 1 | 55 | 34 |
| 2    | Tournai Cardinals | .500 | 2 | 1 | 1 | 34 | 55 |
| 3    | Barcelona Bóxers  | -    | - | - | - | -  | -  |

## Finale
| 22 giugno 1996 | Rotterdam Trojans | 0 – 7 | Seaside Vipers |  |

## Verdetti
- Seaside Vipers Vincitori della Euro Cup 1996